# 광차

보존중인 광차

광차(鑛車)는 광산 또는 터널 등의 토목공사장에서 광석, 폐석 및 토사, 광산용 자재 등을 수송하는 차량 전반을 의미한다. 종종 일본어인 도롯코(トロッコ)로 속칭하기도 한다.

## 개요
광차는 세부적으로 광물을 운반하는 광차와, 동력을 공급하는 기관차, 광부를 운반하는 인차(人車)로 구분된다. 이들 차량은 대개 동력이 부가된 경우가 많으나, 무동력인 상태로 인력에 의해 움직여야 하는 경우도 존재한다.
광차는 대개 철도 기술을 바탕으로 하고 있으며, 대개의 규격들 역시 철도용의 규격을 간소화, 축소한 것이 많다. 이는, 광차는 대개의 광산이 좁고 바닥이 고르지 못한 갱도를 다녀야 하고, 또한 한 번의 교통량을 최소화해야 하는 반면에 큰 동력없이 무거운 화물을 운반해야 하기 때문이다. 대개 사용하는 레일의 궤간은 610mm, 또는 그 이하의 궤간을 사용하며, 레일 중량은 5kg/m에서 20kg/m 정도, 차량의 규격 역시 최대 10톤 이하로 량 당 1입방미터 정도의 광석이나 2~4인 정도의 광부를 운반하는 정도이다.

## 종류

### 기관차
광차의 기관차는 분진 폭발의 위험이나, 산소 부족의 이유로 내연 또는 증기 기관의 사용이 제한되는 경우가 많다. 따라서, 기관차의 사용은 그 사용 환경의 조건에 따라서 여러 갈래로 구분한다. 대개, 막장에 근접한 구간에는 압축 공기나 축전지를 사용하는 것을, 또, 주요 간선 갱도의 경우 집전 장치를 장착한 전기식의 기관차나, 산소 등에 대한 우려가 거의 없는 경우 가솔린 또는 디젤 기관을 탑재한 기관차를 사용한다.

### 광차
광차의 경우 그 재질과 디자인으로 구분하며, 다양한 종류와 규격이 존재한다.
대개의 광차는 적재의 편의를 위해서 뚜껑이 없이 테두리와 바닥만 있는 무개차 형식을 취하고 있으며, 적재한 화물을 쉽게 옆으로 쏟아낼 수 있도록 적재실을 좌우로 기울일 수 있도록 되어 있다. 사용 조건에 따라서, 사람이 운반하는 것은 크기가 비교적 작은 것을, 기관차로 견인하는 경우에는 운반의 최적화를 위해 비교적 큰 것을 사용한다. 대개 바닥은 광석 찌꺼기가 남지 않도록 둥글게 처리하여 청소나 하역에 편하도록 한다.

### 인차
인차는 광부를 수송하기 위한 차량이다. 대개 광차와 함께 연결될 수 있는 구조로, 대개 중량이나 크기를 최소화하고, 갱도에 차체가 지장되는 일이 없도록 지붕과 벽체가 없는 구조가 많다. 대개 량당 2인에서 4인 정도가 승차할 수 있다. 인차는 따라서 탑승자의 보호 기능이 취약하기 때문에, 안전장구와 저속 운행이 필수적이다.

## 현황
광차는 여전히 사용중에 있으나, 탄광 등 광산의 감소, 토목공사의 자동차화와 대규모화로 인해 점차 사용이 줄어들고 있다. 특히 토목공사의 경우 과거와 달리 토사를 처리하는 트럭이 직접 대규모로 굴착한 갱도 내에 진입하거나, 벨트 컨베이어와 크레인 등 기계적 처리가 일상화되면서 별도의 인프라와 인력을 필요로 하는 광차의 사용은 불필요한 것이 되어가고 있다.
해외에서는 더 이상 쓰지 않는 광차 또는 광차용 궤도를 정비하여 관광용 차량을 운행하는 경우도 있다.

### 보존중인 광차
이들 광차는 폐광 이후 여러 곳에 기증되어 보존되고 있다. 이하는 광차를 보존하고 있는 시설들이다.
- 태백 석탄 박물관
- 문경 석탄 박물관
- 보령 석탄 박물관
- 태백선 추전역
- 태백선 사북역